# Wijkergouw
Wijkergouw is een weg in Amsterdam-Noord. Een wijk is een lijnvormig water en gouw is een oude benaming voor een weg langs een sloot.

## Geschiedenis
De weg is eeuwenoud, ze wordt al aangegeven op een kaart van Gerrit Drogeham uit de 17e eeuw. Ze heette toen De Weijcker. Op een kaart van rond 1865 van Jacob Kuyper wordt ze De Wijker genoemd, ze lag toen nog binnen de gemeente Nieuwendam. Die gemeente ging in 1921 deel uitmaken van de gemeente Amsterdam. De naam werd officieel vastgesteld bij raadsbesluit van 10 juli 1957, hij was toen echter al veel langer in gebruik. 

## Ligging
De Wijkergouw begint in Schellingwoude bij de Schellingwouderkerk. Soms wordt ook het pad van daaruit naar de Schellingwouderdijk als zodanig aangeduid. Ze loopt naar het noordwesten weg, waarbij ze al jaren de scheiding aangeeft van het bebouwde gebied van Amsterdam-Noord ten zuiden en de landerijen ten noorden er van. De weg wordt daarbij steeds begeleid door kleine waterwegen links en rechts. Ze doorsnijdt daarbij het volkstuincomplex 'Wijkergouw' om te eindigen bij de Zuiderzeeweg, het laatste stuk is alleen voet- en fietspad.

## Jan Kokbrug
Ongeveer halverwege gaat de Wijkergouw over de relatief brede Weersloot. Daartoe ligt een brug die gezien de breedte een flessenhals voor het verkeer is. Het bouwwerk is van beton met metalen leuningen. Jan Kok (1930-2004) was een timmerman en een bekend persoon in Schellingwoude. De brug met nummer 376 is in 2022 naar hem vernoemd.

## Afbeeldingen

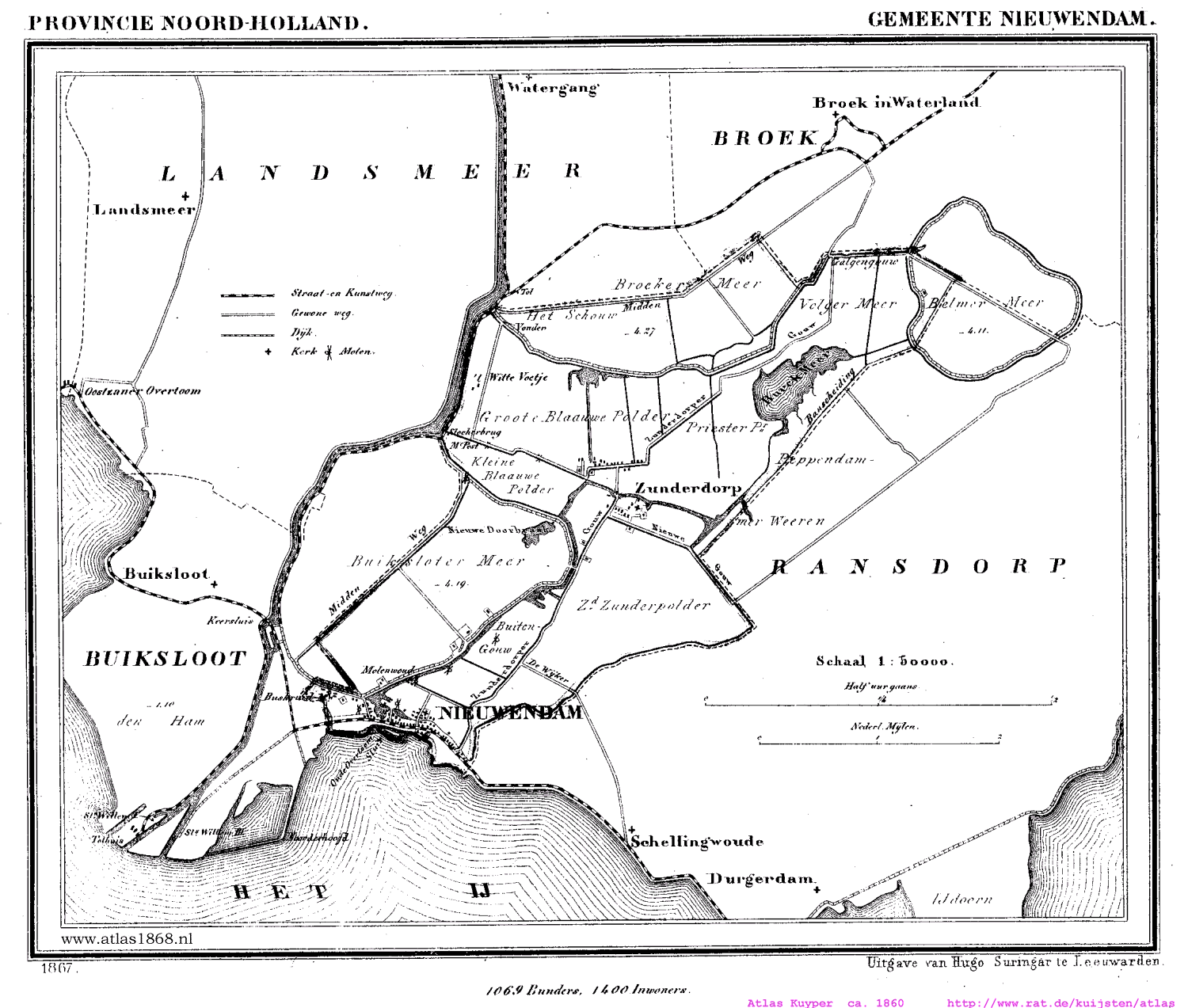
Kaart van Nieuwendam (1865), De Wijker loopt naar linksboven vanuit Schellingwoude
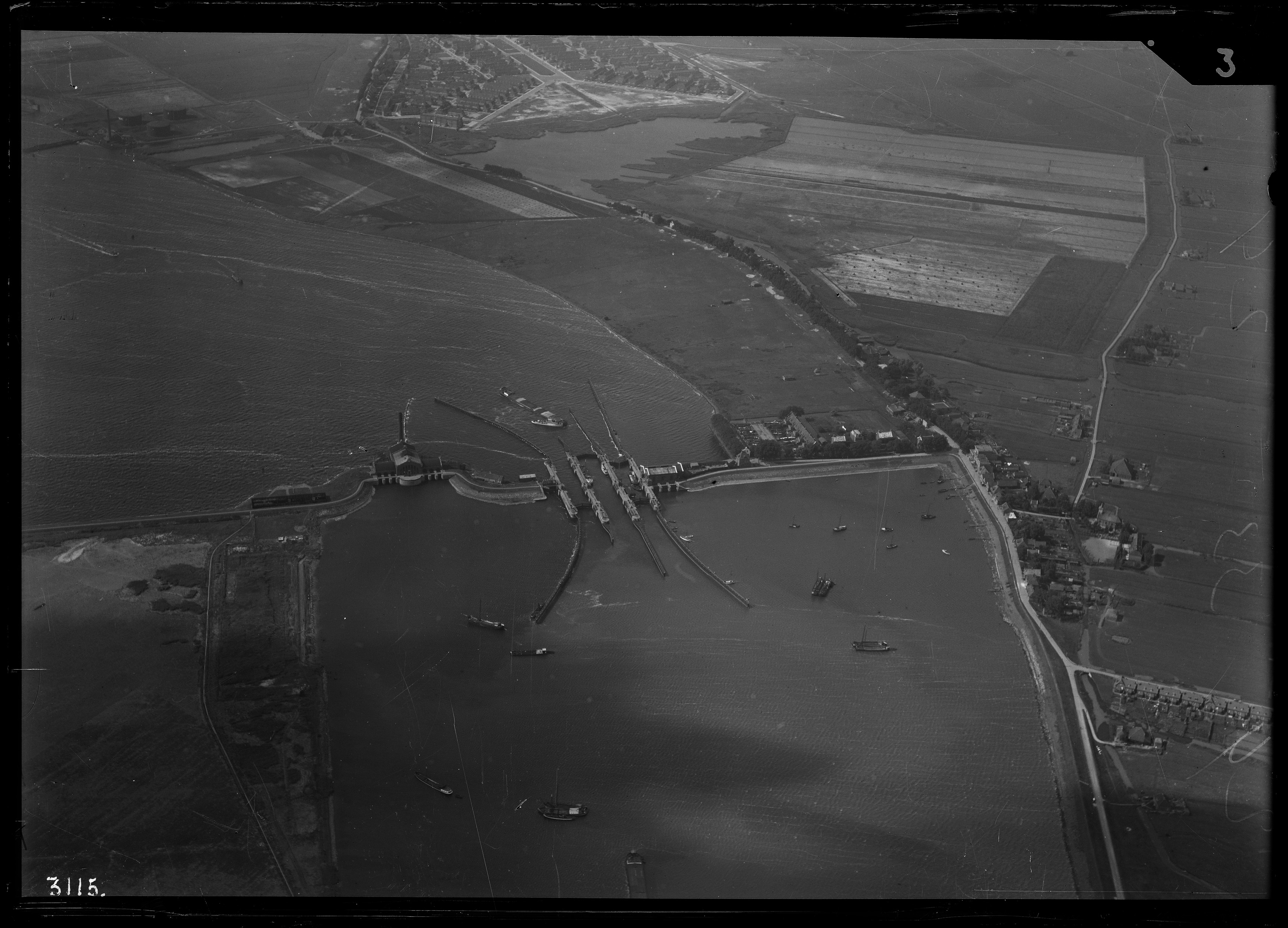
De Wijkergouw tussen 1920-1940, het lint rechts
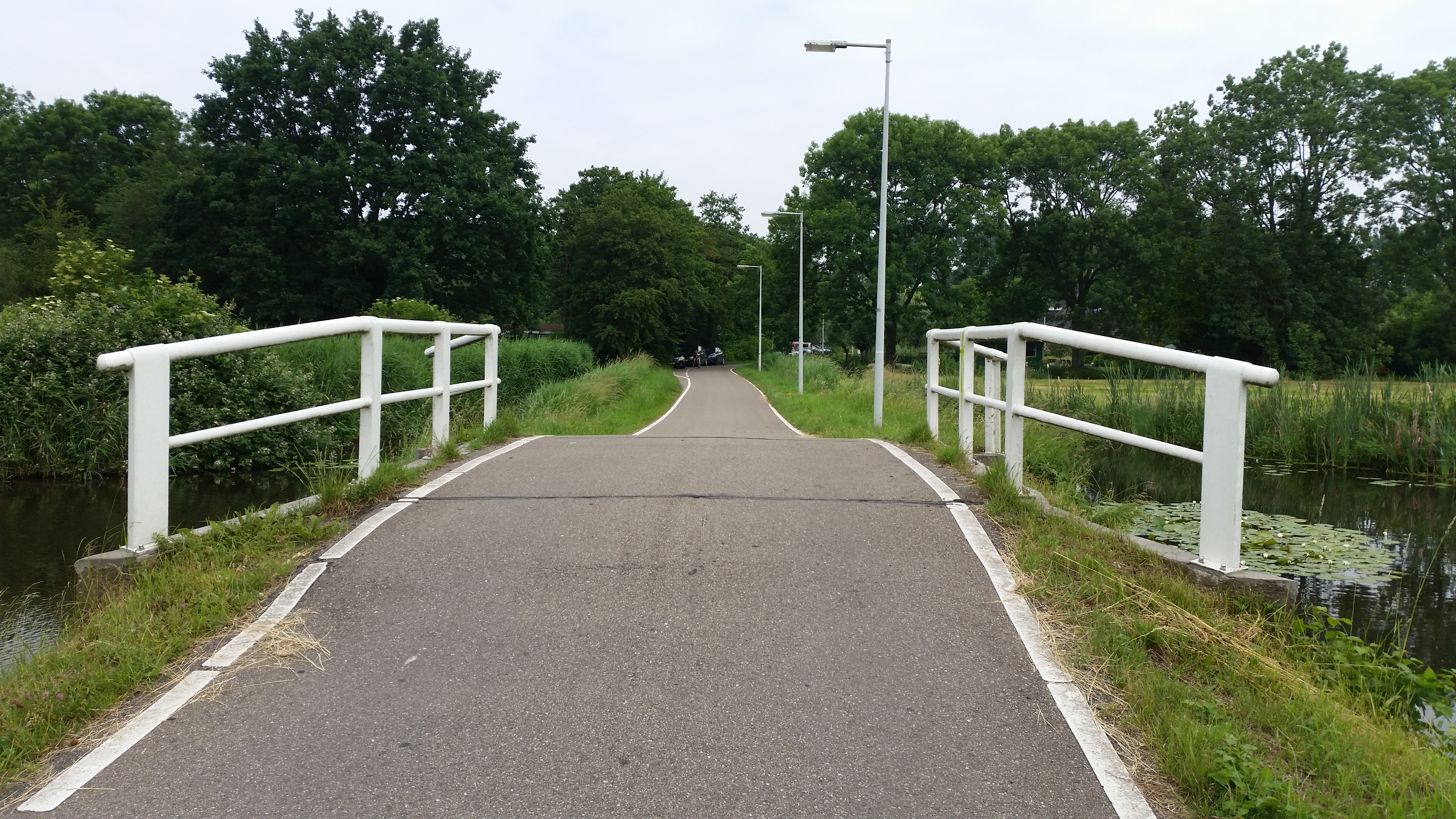
Brug 376 in juni 2018

<<< · 300 · 301 · 302 · 303 · 304 · 305 · 306 · 307 · 308 · 309 · 310 · 311 · 312 · 313 · 314 · 315 · 316 · 317 · 318 · 320 · 321 · 322 · 323 · 324 · 325 · 327 · 328 · 330 · 331 · 332 · 333 · 334 · 335 · 336 · 337 · 338 · 339 · 340 · 341 · 342 · 343 · 344 · 345 · 346 · 347 · 348 · 349 · 350 · 351 · 352 · 353 · 354 · 355 · 356 · 357 · 358 · 359 · 360 · 361 · 362 · 363 · 364 · 365 · 366 · 367 · 368 · 371 · 372 · 373 · 374 · 375 · 376 · 377 · 378 · 379 · 380 · 381 · 382 · 383 · 385 · 386 · 387 · 388 · 389 · 390 · 391 · 392 · 393 · 394 · 395 · 396 · 397 · 398 · 399 · >>>
Brugnummers 319, 326, 329 (tijdelijke duiker in de Ringspoordijk), 369, 370, 384 zijn niet (meer) vergeven.
1. ↑  Etymologiebank trefwoord Gouw